# Jigzaw
Jigzaw (* 7. August 1994 in Hagen als Nuhsan Coşkun, aserbaidschanisch Nuusê Coşkun) ist ein deutschsprachiger Rapper mit türkischer Staatsangehörigkeit. Er stand bei Kollegahs Label Alpha Music Empire unter Vertrag. Im Jahre 2019 verließ er Deutschland, um einer Abschiebung wegen verschiedener Straftaten zu entgehen. Letztendlich verließ er aufgrund von Streitigkeiten Alpha Music Empire und gründete sein eigenes Label Jailbreak.

## Leben
Nuhsan Coskun wuchs in Hagen auf. Seine Eltern stammen aus der osttürkischen Stadt Iğdır und haben aserbaidschanische Vorfahren. Bereits früh geriet er mit dem Gesetz in Konflikt. Die Polizei ermittelte wegen 40 Delikten gegen ihn, darunter Gewalt-, Drogen- und Diebstahlvergehen. Wegen gefährlicher Körperverletzung wurde er zu einer Jugendstrafe von vier Jahren und sechs Monaten verurteilt, deren Vollzug eine eigentlich geplante Abschiebung verhinderte.
Im Jahr 2017 veröffentlichte Coskun seinen ersten Track auf der Videoplattform YouTube. Im Juli 2017 war er in eine körperliche Auseinandersetzung mit einem betrunkenen Mann verwickelt. Dabei verletzte Coskun seinen Kontrahenten schwer mit einer Machete und flüchtete anschließend. Die Polizei leitete daraufhin eine Öffentlichkeitsfahndung ein und nahm ihn im November 2017 fest. Im April 2018 wurde Coskun wegen der Tat vom Amtsgericht Hagen zu einer Freiheitsstrafe von drei Jahren und sechs Monaten verurteilt. Er legte anschließend gegen das Urteil Berufung ein. Im Mai 2018 wurde er gegen Zahlung einer Kaution, die der bekannte Rapper Kollegah übernahm, aus der Untersuchungshaft entlassen. Coskun schilderte in einem circa achtminütigen YouTube-Video seine Sicht des Vorfalls. Er behauptete sowohl im Video als auch im Verfahren, dass er unschuldig sei und stellte seine Tat als Notwehr dar, da das Opfer des Angriffs ebenfalls mit einem Messer bewaffnet war. Im April 2019 hob das Landgericht Hagen das Urteil der Vorinstanz auf und verurteilte Coskun zu einer Freiheitsstrafe von einem Jahr und neun Monaten, die es zur Bewährung aussetzte.
Am 14. Juni 2018 erschien Coskuns erstes Video namens Realtalk Unchained über den YouTube-Kanal von Alpha Music Empire des Rappers Kollegah. Am 31. August 2018 erschien Jigzaws Debütalbum Post Mortem. Es erreichte Platz 14 der deutschen Albencharts, während die dazugehörige Single Medusablick‚ ein Featuring mit Kollegah auf Platz 94 einstieg. Im Dezember 2018 wurde das Album nach einer einstweiligen Verfügung kurzzeitig aus dem Verkehr gezogen. Die Familie Geiss hatte gegen den Text von Medusablick geklagt, in dem Coskuns davon rappt, dass er mit seinen 14 und 15 Jahre alten Töchtern an ihrem achtzehnten Geburtstag Geschlechtsverkehr haben und sie töten werde. Mit einer einstweiligen Verfügung wurden die betreffenden Zeile verboten, die CDs aus dem Verkehr genommen und der Song aus dem Internet verbannt. Die Zeile wurde anschließend ersetzt. Im Oktober 2019 sprach das Landgericht Mannheim den Töchtern eine Geldentschädigung von jeweils 50.000 Euro durch Coskun zu.
Auf Grund seiner Straftaten hat die Bundesrepublik Deutschland Coskun im Jahr 2014 die Aufenthaltsgenehmigung entzogen. Coskun tauchte nach Verbüßung seiner Jugendstrafe zeitweise unter und stellte im Mai 2017 angesichts einer unmittelbar drohenden Abschiebung einen Asylantrag, den er damit begründete, dass er auch armenische Wurzeln habe und diese Volksgruppe in der Türkei staatlicher Verfolgung und Diskriminierung ausgesetzt seien. Nach der Ablehnung des Antrags stellte er im April 2018 einen Asylfolgeantrag, den er mit der verschlechterten Lage in der Türkei begründete. Das Bundesamt für Migration und Flüchtlinge (BAMF) lehnte auch diesen Antrag ab. Eine Klage hiergegen wurde vom zuständigen Verwaltungsgericht Osnabrück im Oktober 2018 abgewiesen, so dass Coskun vollziehbar ausreisepflichtig bleibt.
Am 1. Juni 2019 wurde der Rapper bei einem nicht genehmigten Videodreh in Altenhagen festgenommen. Am Abend des 3. Juni 2019 verließ er Deutschland per Flugzeug in Richtung Türkei, um seiner drohenden Abschiebung zuvorzukommen.

## Diskografie

### Studioalben
- 2018: Post Mortem (Alpha Music Empire)
- 2019: Jiggi (Alpha Music Empire)
- 2023: INVIKTUS (Jailbreak)